# Лошињ
Лошињ је острво у Хрватској, у спољњем делу Кварнерског залива. Површина острва износи 74,6 km². Највиши врх је Осорчица (588 m). Острво је углавном изграђено од кречњака и флиша. Знатна површина острва је под шумом и пашњацима. На њему се може наћи, у сточарству позната врста овце каракул, цењена по крзну. Највећа острвска насеља су Мали Лошињ са 4170 и Вели Лошињ са 860 становника.